# Szlaki kurierskie przez Tatry (1939–1944)
Szlaki kurierskie przez Tatry – nielegalne, transgraniczne, tatrzańskie szlaki przemytu ludzi, dokumentów i sprzętu, wytyczone przez polskie podziemie i funkcjonujące w okresie II wojny światowej (1939-1944). Były elementem szerszego systemu szlaków przemytniczych obejmujących też Podhale, Orawę, Spisz i Sądecczyznę (Beskidy).

## Geneza
Główną przyczyną wytyczenia szlaków kurierskich przez Tatry była konieczność utrzymania stałej łączności pomiędzy terenami okupowanej Polski i działającym tam ruchem oporu, a polskim rządem emigracyjnym oraz polskimi siłami zbrojnymi na Zachodzie.

## Historia
W końcu 1939 Ekspozytura "W" (Węgry) Służby Zwycięstwu Polski (potem ZWZ i Armia Krajowa) podjęła działania celem wytyczenia własnych dróg przerzutowych z i do okupowanej przez Niemcy i Sowietów Polski. Ważną rolę w tym projekcie odgrywać mieli kurierzy, przeprowadzający ludzi i szmuglujący tajne dokumenty, wydawnictwa, środki finansowe, leki, sprzęt i broń (ta ostatnia tylko latem 1940, ponieważ z uwagi na naturę i gabaryty tego rodzaju przesyłek było to bardzo trudne). Osoby dostarczane na terytorium Węgier (przede wszystkim do licznych polskich placówek w Budapeszcie) mogły być dalej kierowane przez Jugosławię do Włoch i Francji, gdzie mogły wstępować do polskich sił zbrojnych (po upadku Francji szlak wiódł przez Bliski Wschód do Wielkiej Brytanii). Do Polski przeprowadzano emisariuszy rządu na uchodźstwie, organizatorów, instruktorów i uczestników ruchu oporu.

## Kurierzy
Do służby kurierskiej przyjmowano z reguły osoby młode, zdrowe, sprawne fizycznie, charakteryzujące się odpornością na trudy, sprytem, uczciwością, dobrym zmysłem organizacyjnym i znajomością Tatr. Kandydatów poddawano wnikliwej selekcji, badano personalia i powiązania. Z natury rzeczy pierwszy wybór w tym zakresie padał na środowisko zakopiańskie (zwłaszcza przewodnicy, narciarze i sportowcy, z których część już od pierwszych dni okupacji samorzutnie podejmowała różne próby stawiania oporu Niemcom). Każdy przyjęty do służby składał przysięgę i otrzymywał pseudonim. Podlegali początkowo Komendzie Głównej ZWZ w Paryżu i Londynie, a potem komendantowi głównemu Armii Krajowej w kraju.
Pocztę ukrywano zazwyczaj w drobnych przedmiotach codziennego użytku (papierośnicach, puderniczkach, książkach, ołówkach, artykułach spożywczych, czy ubiorze). By zmniejszyć jej gabaryty częściowo ją fotografowano i przemieszczano w postaci mikrofilmów.
Przechodzenie szlakami kurierskimi było niebezpieczne. Po stronie polskiej groziło wykrycie i zabicie przez patrole niemieckie. Po stronie słowackiej to samo groziło ze strony żandarmerii słowackiej, która wydawała też schwytanych ludzi Niemcom. Na terenach węgierskich możliwe było schwytanie przez żandarmerię węgierską, która była najmniej groźna, częstokroć ograniczając się jedynie do aresztowania na krótszy lub dłuższy czas. Niebezpieczeństwo groziło również ze strony przyrody, zwłaszcza w porze zimowej. Kurierzy ginęli nie tylko na szlakach, ale również w trakcie przygotowań na Podhalu, tropieni przez gestapo. Byli zsyłani do niemieckich obozów koncentracyjnych. Mimo zagrożeń ruch odbywał się przez cały okres okupacji, a największy był w jej początkowej fazie, kiedy nie zorganizowano jeszcze efektywnego systemu komunikacji radiowej.
Do najbardziej znanych kurierów tatrzańskich należeli m.in.: Bronisław Czech, Helena Marusarzówna, Józef Uznański, Piotr Kolesar, Stanisław Motyka, Józef Daniel Krzeptowski, Stanisław Frączysty, Zbigniew Ryś, Jan Bobowski, Krystyna Skarbek, czy Wanda Modlibowska. W 1990 Tygodnik Podhalański opublikował zweryfikowaną listę kurierów tatrzańskich.

## Trasy
Większość szlaków kurierskich biegnących w latach 1939-1944 z Warszawy, Krakowa i całego Generalnego Gubernatorstwa, zbiegało się w Zakopanem i Kościelisku, a kończyło się (na swym tatrzańskim odcinku) w Szczyrbskim Jeziorze, dalej wiodąc ku Koszycom, Rożniawie i w końcu Budapesztowi. Wychodzono też z Chochołowa i Waksmundu. Co do zasady, najczęściej używanymi drogami były następujące (zróżnicowane operacyjnie w różnych wariantach):
- Zakopane – Dolina Strążyska – Przełęcz w Grzybowcu – Dolina Małej Łąki – Przysłop Miętusi – Wyżnie Stanikowe Siodło – Staników Żleb – Kościelisko – Pośrednia Kopka – Dolina Kościeliska – Dolina Tomanowa – Tomanowa Przełęcz – Dolina Tomanowa Liptowska – Dolina Cicha – Podbańska – Trzy Źródła – Szczyrbskie Jezioro[6],
- Zakopane – Kuźnice – Dolina Bystrej – Dolina Kondratowa – Przełęcz pod Kopą Kondracką – Dolina Cicha – Podbańska – Trzy Źródła[7] – Szczyrbskie Jezioro,
- Zakopane – Kuźnice – Skupniów Upłaz – Przełęcz Między Kopami – Dolina Gąsienicowa – Czarny Staw Gąsienicowy – Zawrat – Gładka Przełęcz – Zawory – Dolinka Kobyla – Ciemne Smreczyny – Dolina Koprowa – Podbańska – Trzy Źródła – Szczyrbskie Jezioro[3].

Poszczególne warianty łączyły szlaki łącznikowe, np.:
- Przełęcz w Grzybowcu – Grzybowiec – Kondracka Przełęcz – Kopa Kondracka – Przełęcz pod Kopą Kondracką,
- Zawory – Dolina Wierchcicha – Dolina Cicha[3].

## Upamiętnienie
20 czerwca 2024 roku w zakopiańskich Kuźnicach odsłonięto pomnik „W hołdzie kurierom tatrzańskim”, poświęcony ...żołnierzom Polskiego Państwa Podziemnego, ratownikom TOPR, przewodnikom tatrzańskim, sportowcom którzy w czasie II wojny światowej w latach 1939-1945 podczas okupacji niemieckiej i w późniejszych latach terroru stalinowskiego wielokrotnie przemierzali Tatry (...). Pomnik przedstawia postacie trzech narciarzy, poszukujących drogi, usytuowane na wielkim głazie. Honorowy patronat nad inicjatywą sprawowali: Burmistrz Zakopanego, Starosta Tatrzański, Stowarzyszenie Przewodników Tatrzańskich im. Klemensa Bachledy, Tatrzańskie Ochotnicze Pogotowie Ratunkowe, Koło Przewodników Tatrzańskich PTTK im. Klimka Bachledy, SNPTT Zakopane, Muzeum Tatrzańskie i Tatrzański Park Narodowy.

## Galeria

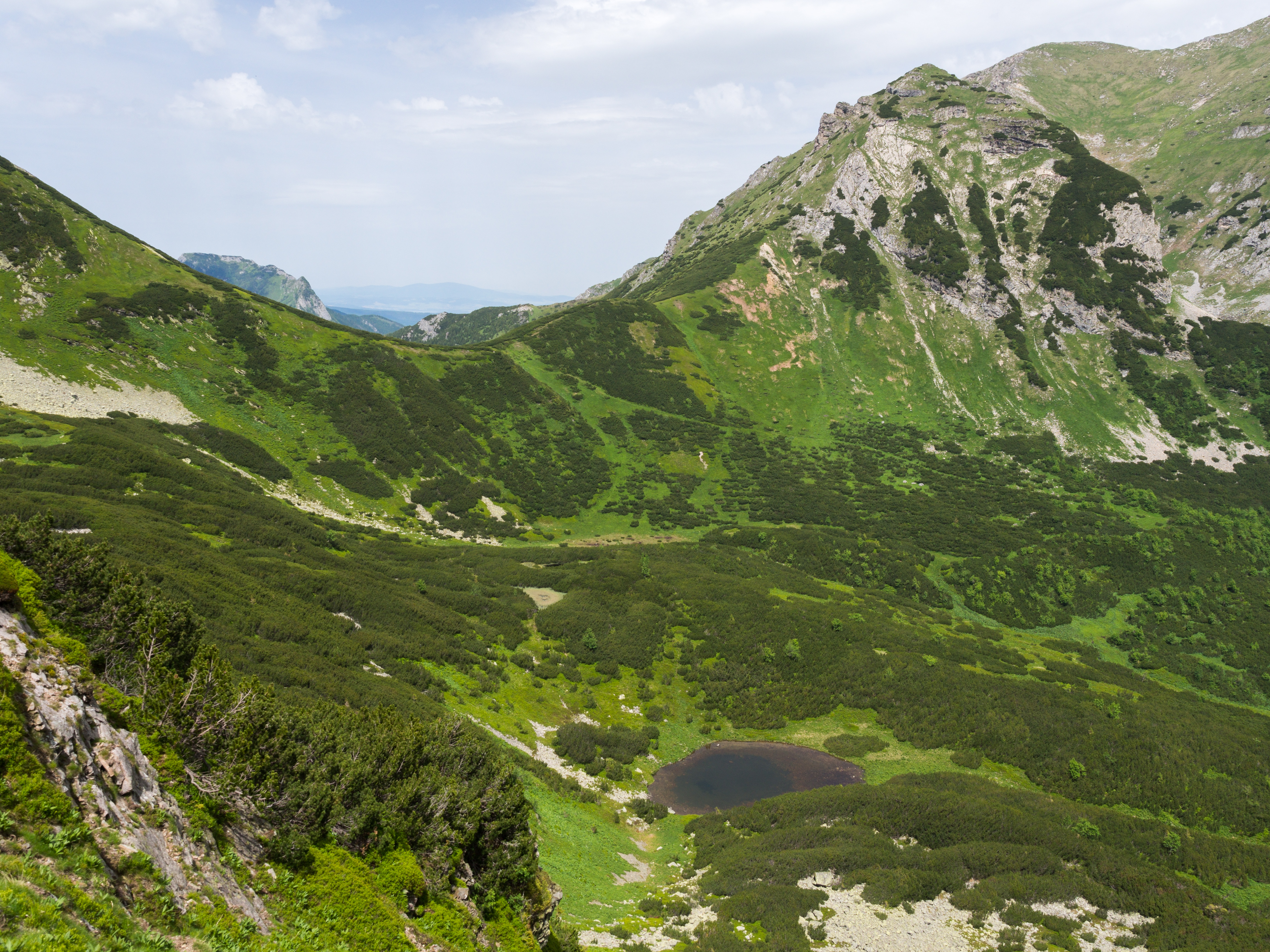
Szlaki przerzutowe: Tomanowa Przełęcz
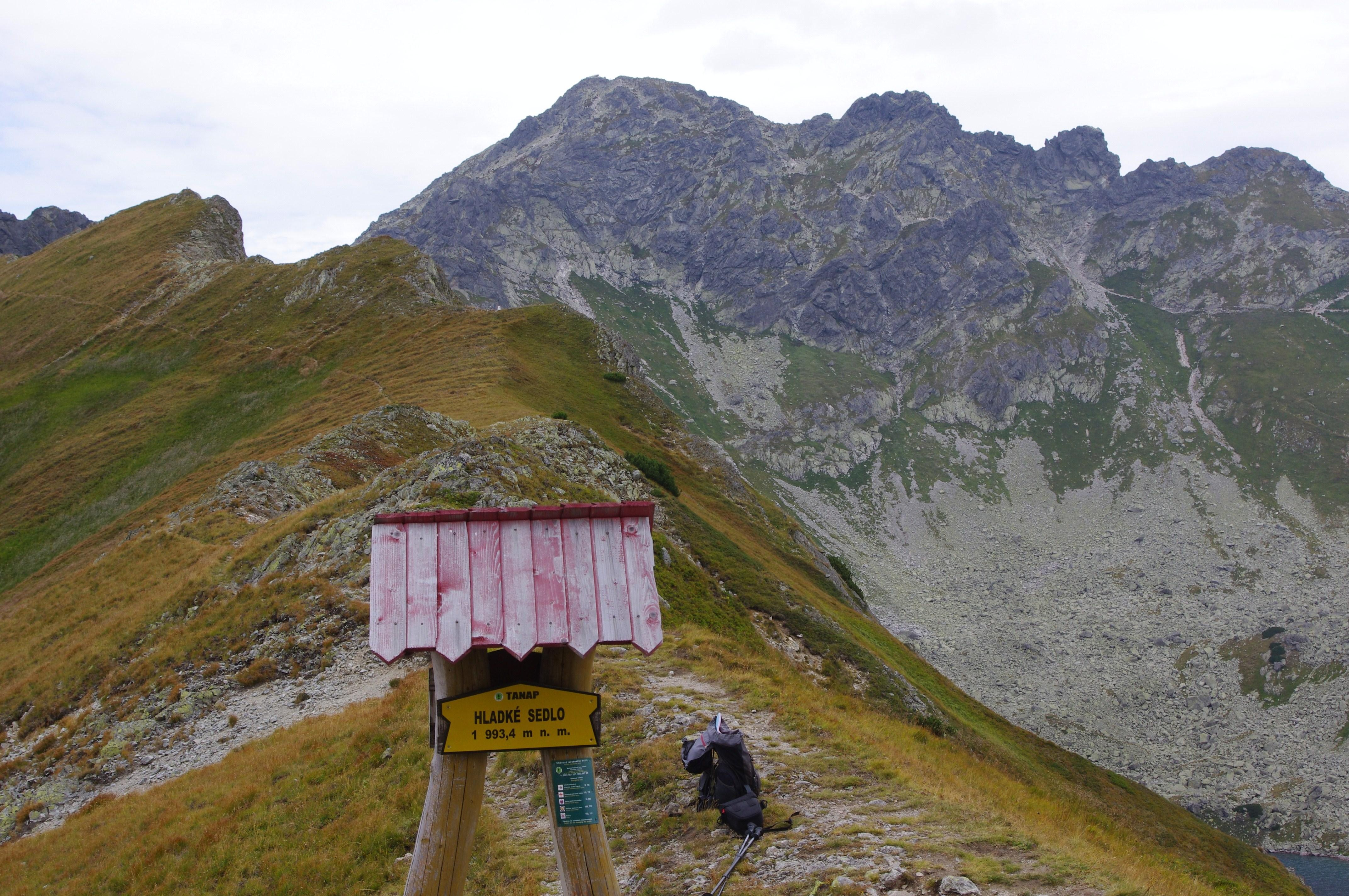
Gładka Przełęcz
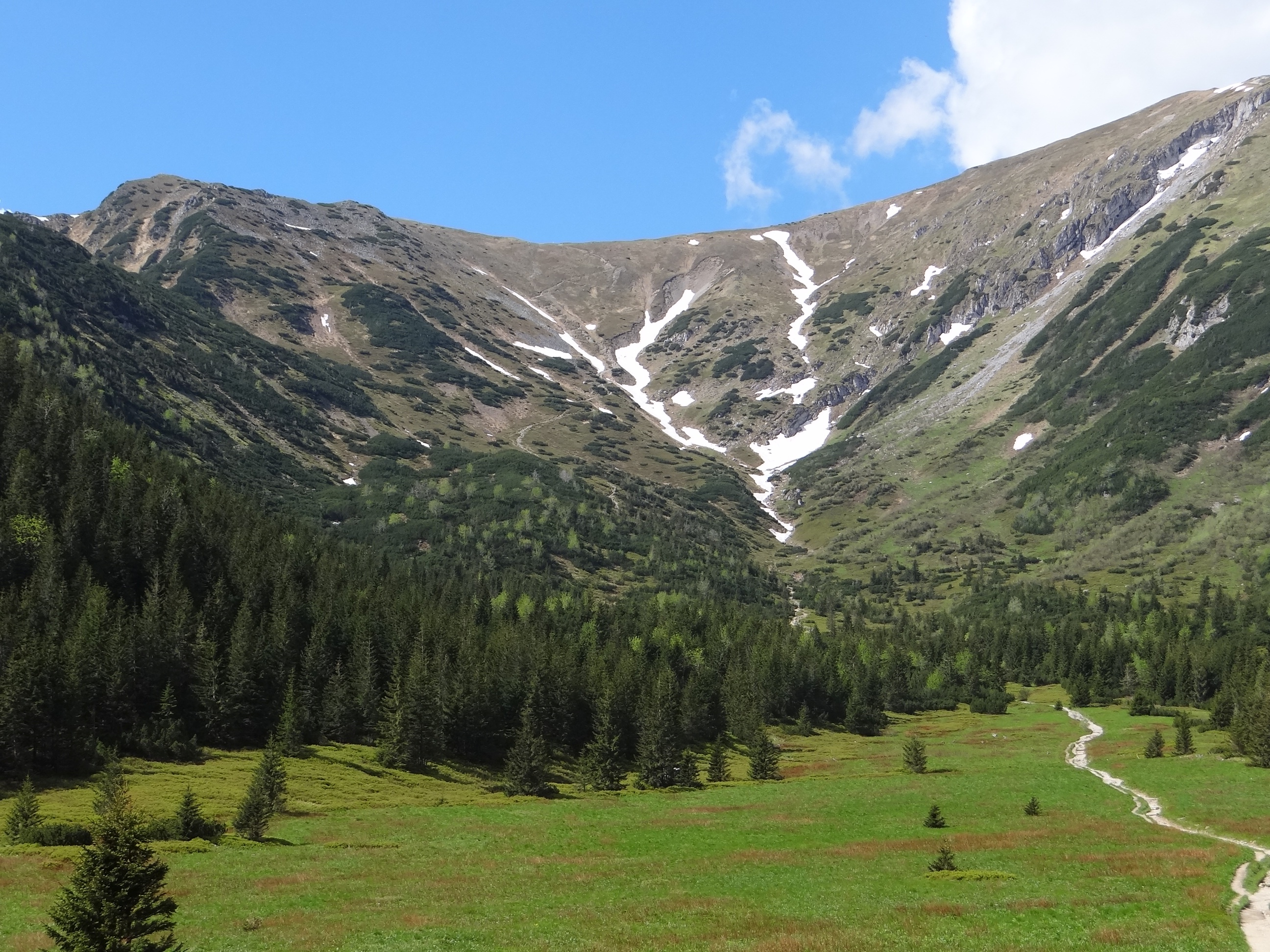
Przełęcz pod Kopą Kondracką